# 恩格斯里德湖

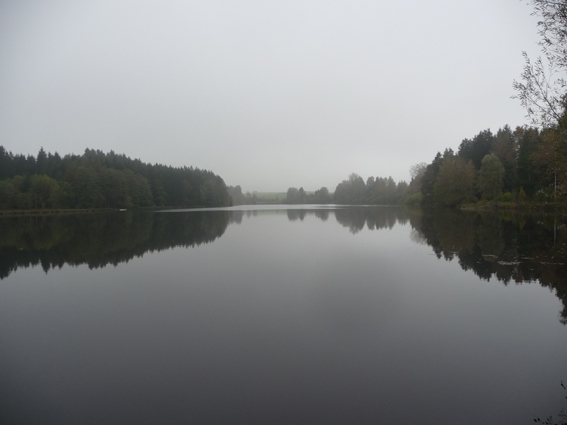

47°53′14″N 10°58′40″E / 47.88722°N 10.97778°E
恩格斯里德湖（德語：Engelsrieder See），是德國的湖泊，位於該國東南部，由巴伐利亞州負責管轄，處於萊希河畔蘭茨貝格縣，長0.7公里、寬0.2公里，面積0.07平方公里，海拔高度698米。